# NK Krško
Nogometni klub Krško Posavje egy szlovén labdarúgócsapat Krškóból, amelyet 1922-ben alapítottak.

## Történelem
2023-ban a klub egyesült az NK Posavje Krško-val, és átnevezték NK Krško Posavje-re.

## Keret
2016. március 7-i állapot szerint.
| #  |     | Poszt | Név                                          |
| -- | --- | ----- | -------------------------------------------- |
| 1  | SLO | K     | Marko Zalokar                                |
| 3  | SLO | V     | Aleš Kožar                                   |
| 4  | SLO | V     | Jure Petric                                  |
| 6  | SLO | KP    | Jure Špiler                                  |
| 7  | SLO | KP    | Luka Volarič                                 |
| 8  | SLO | KP    | Žiga Jurečič                                 |
| 10 | SLO | KP    | Klemen Slivšek                               |
| 12 | SLO | V     | Gregor Sikošek                               |
| 13 | SLO | K     | Jan Račič                                    |
| 15 | SLO | KP    | Dejan Urbanč                                 |
| 16 | SLO | V     | Damjan Vuklišević (kölcsönben a Maribor-tól) |
| 17 | CRO | KP    | Luka Štefanac                                |
| 19 | SLO | KP    | Miha Drnovšek                                |
| 20 | SLO | KP    | Luka Pavič (kölcsönben a Krka-tól)           |

| #  |     | Poszt | Név                                        |
| -- | --- | ----- | ------------------------------------------ |
| 22 | CRO | V     | Marko Perkovič                             |
| 23 | SLO | KP    | Igor Blažinčič                             |
| 26 | CRO | V     | Šime Gregov                                |
| 28 | SLO | CS    | Tim Čeh                                    |
| 30 | SLO | V     | Marko Jakolič                              |
| 33 | SLO | CS    | Dejan Rusič                                |
| 45 | SLO | V     | Robert Pušaver (kölcsönben a Maribor-tól)  |
| 70 | SLO | KP    | Luka Žinko                                 |
| 89 | SLO | CS    | Enis Đurković                              |
| 90 | CRO | CS    | Petar Petranić                             |
| 97 | SLO | KP    | Martin Kramarič (kölcsönben a Maribor-tól) |
| 98 | SLO | KP    | Dino Hotić (kölcsönben a Maribor-tól)      |
| 99 | CRO | K     | Benjamin Levak                             |

## Sikerei
- Szlovén másodosztály bajnok:
  - 1 alkalommal: 2014–2015

- Szlovén harmadosztály bajnok:
  - 1 alkalommal: 2001–2002

- Szlovén ötödosztály bajnok:
  - 1 alkalommal: 2012–2013 (tartalék csapat)

## A klub híres játékosai
| - Rhema Obed - Ibrahim Mensah - Adnan Zildžović - Fuad Gazibegović - Armin Lulić - Edin Salkić - Dalibor Bojović - Edin Junuzović - Kliment Nastoski - Slaviša Dvorančič - Roy Rudonja - Iztok Kapušin - Sašo Fornezzi - Dejan Kelhar - Robert Berić |  | - Dejan Rusič - Andrej Pečnik - Boštjan Frelih - Luka Žinko - Dejan Djermanović - Darko Karapetrovič - Danijel Dežmar - Senad Jahič - Jaka Ihbeisheh - Miroslav Pilipovič - Almir Rahmanović - Enes Rujović - Bojan Đukić - David Kastelic - Levin Oparenovič |

## Külső hivatkozások
- Hivatalos honlap Archiválva 2014. október 7-i dátummal a Wayback Machine-ben
- Soccerway profil